# Vadans (Jura)
Vadans település Franciaországban, Jura megyében. Lakosainak száma 307 fő (2022. január 1.). Vadans Chamblay, Arbois, Abergement-le-Grand, Abergement-le-Petit, Grozon, Mathenay, Molamboz, Ounans, Saint-Cyr-Montmalin és Villette-lès-Arbois községekkel határos.

## Népesség
A település népessége az elmúlt években az alábbi módon változott:
| Lakosok száma | 212  | 211  | 256  | 278  | 261  | 268  | 278  | 286  | 296  | 307  |
|               | 1968 | 1982 | 1990 | 2006 | 2013 | 2015 | 2017 | 2019 | 2020 | 2022 |